# Transports en Jordanie
 (novembre 2022).
Si vous disposez d'ouvrages ou d'articles de référence ou si vous connaissez des sites web de qualité traitant du thème abordé ici, merci de compléter l'article en donnant les références utiles à sa vérifiabilité et en les liant à la section « Notes et références ».

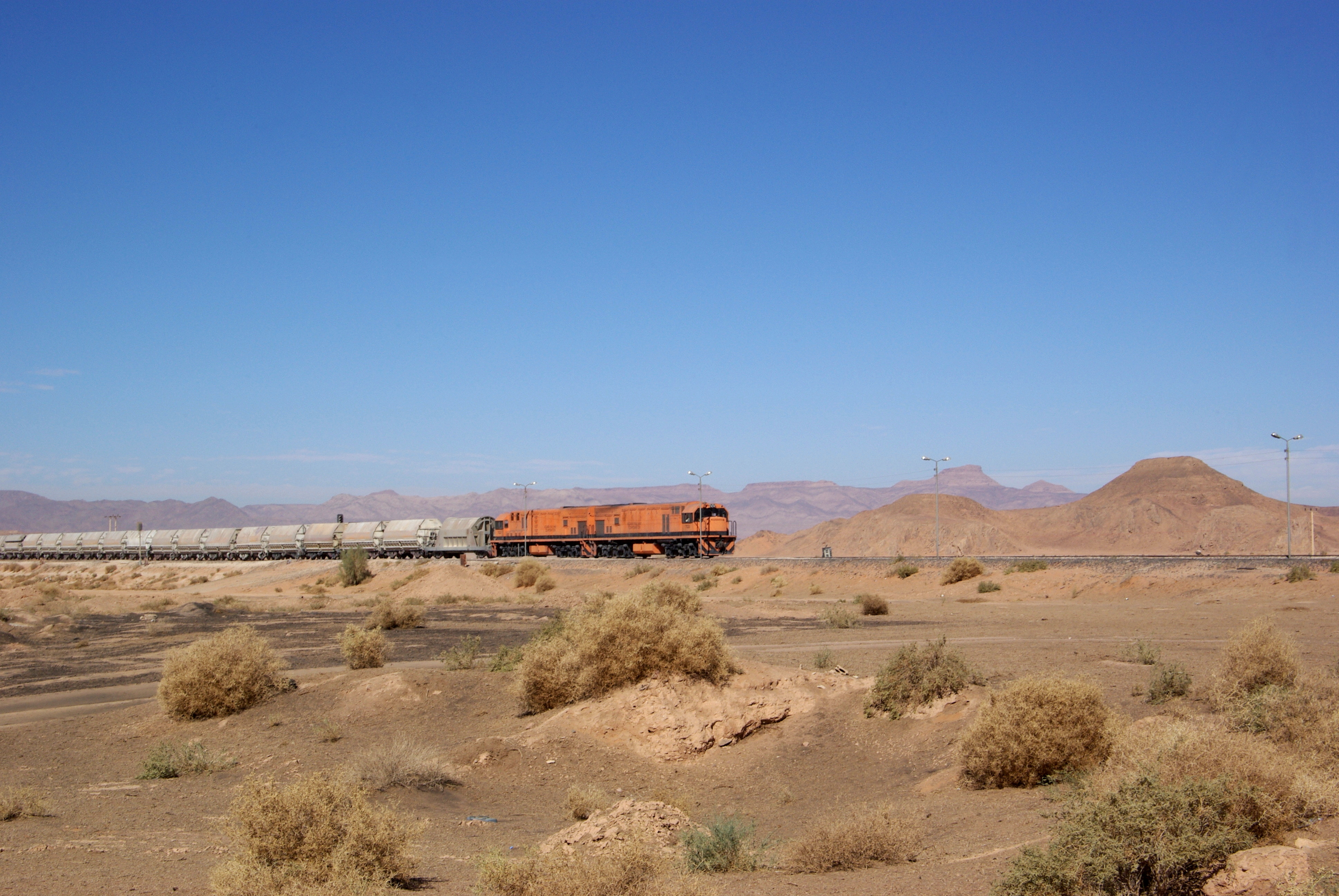
Chemin de fer d'Aqaba

Les transports en Jordanie incluent le réseau routier, le réseau ferroviaire, le transport aérien, ainsi que le transport maritime. La Jordanie dispose d'une infrastructure routière de plus de 7 891 km, qui permet le transport des marchandises et des gens vers les territoires palestiniens et irakiens.
La Jordanie a la plus longue frontière commune avec la Cisjordanie, il y a deux postes frontaliers entre la Jordanie et la Palestine : le pont du roi Hussein au nord et la traversée de la vallée Araba au sud.    

## Chemin de fer
Les chemins de fer sont utilisés pour transporter des marchandises en Syrie. Il existe une ligne de chemin de fer datant de l'époque de la domination ottomane qui coupe la Jordanie du nord au sud. Elle a été rénovée et axée sur la ligne Amman-Damas pour les passagers et les marchandises. La ligne Amman-Aqaba est réservée aux marchandises uniquement. 

## Transport aérien
Selon les estimations de 2007, en plus d'un héliport, trois aéroports reçoivent des vols commerciaux. Deux d'entre eux se trouvent à Amman et le troisième à Aqaba.  
Le principal transporteur aérien en Jordanie est royal Jordanian, le plus grand aéroport du pays est l'aéroport international Reine-Alia.
L'aéroport civil d'Amman était auparavant le principal aéroport de Jordanie, mais il a été remplacé par l'aéroport de la reine Alia.

## Infrastructure routière
Le réseau routier est assez efficace, concentré autour de la capitale, Amman, en tant qu'espace de développement d'Amman. Au nord et à l'ouest du royaume, il existe une importante ligne terrestre reliant le nord de la Jordanie à son sud. 

## infrastructure maritime
Le port d'Aqaba sur le golfe d'Aqaba est le seul port maritime de Jordanie.